# 난터우시

난터우 시의 위치

난터우시(중국어: 南投市, 병음: Nántóu Shì)는 중화민국 난터우 현의 현할시이다. 넓이는 71.6021km2이고, 인구는 2015년 8월 기준으로 101,930명이다. 난터우 현 정부와 타이완 성 정부 소재지이다.(중싱 신촌(中興新村))

## 지리
난터우 시는 난터우 현의 북서부에 위치하고 동쪽은 우궁 산(蜈蚣崙)을 사이에 두고 중랴오 향과 서쪽은 바궈 산맥(八卦山脈)을 사이에 두고 창화 현 위안린 진 및 서터우 향과 북쪽은 차오툰 진과 남쪽은 밍젠 향과 접하고 있다. 시내의 동서부는 구릉지이고 중심부는 길게 패인 습지를 형성하고 있다. 습지의 서쪽으로 퉁위안 천(同源圳)이 있고 마오뤄 계(猫羅渓)로부터의 관개 수로망이 시내를 종횡으로 둘러싸고 있어 난터우 시의 수리 기초를 이루고 있다.

## 역사
난터우라는 지명은 원주민 취락인 남투사(南投社)에서 유래한다. 건륭 연간에 장주부의 장(張)씨, 남정현의 간(簡)씨, 임(林)씨, 소(蕭)씨 등의 사람들이 이곳에 거주하게 되었고 1759년 초에 승관아문을 남투국소에 설치했다. 1920년에는 난토 군이 되었고 1950년에 원래 타이중 현에 속하고 있던 이 지역이 독립해 난터우 현이 설치되었다.

## 교통
- 국도 3호선